# جایزه بزرگ بلژیک ۱۹۸۱
جایزه بزرگ بلژیک ۱۹۸۱ (انگلیسی: ‎1981 Belgian Grand Prix‎) یک مسابقهٔ موتوری در رشتهٔ اتومبیل‌رانی فرمول یک بود که در تاریخ ۱۷ مهٔ ۱۹۸۱ در پیست زولده واقع در اوسدان-زولده، لیمبورگ، بلژیک برگزار شد. این گراند پری در میان ۱۵ گراند پری در فصل ۱۹۸۱، مسابقهٔ شمارهٔ ۵ بود.
در این مسابقه که قرار بود در ۷۰ دور و به مسافت ۲۹۸٫۳۴۰ کیلومتر (۱۸۵٫۳۸۰ مایل) برگزار شود، پول پوزیشن توسط کارلوس روتمان کسب شد و سریع‌ترین زمان برای طی یک دور پیست که برابر با ۱:۲۳٫۳۰ بود نیز توسط کارلوس روتمان به ثبت رسید. این مسابقه پیش از پایان دورهای برنامه‌ریزی‌شده، در دور ۵۴ و پس از طی مسافت ۲۳۰٫۱۴۸ کیلومتر (۱۴۳٫۰۰۷ مایل) متوقف شد.
کارلوس روتمان از تیم ویلیامز-فورد، ژاک لافیت از تیم لیجیه-ماترا و نایجل منسل از تیم لوتوس-فورد به‌ترتیب مقام‌های اول تا سوم مسابقه را کسب کردند.

## رده‌بندی قهرمانی پس از مسابقه
| جایگاه | راننده         | امتیاز |
| ------ | -------------- | ------ |
| ۱      | کارلوس روتمان  | ۳۴     |
| ۲      | نلسون پیکه     | ۲۲     |
| ۳      | آلن جونز       | ۱۸     |
| ۴      | ریکاردو پاتریس | ۱۰     |
| ۵      | ژاک لافیت      | ۷      |
| منبع:  |                |        |

| جایگاه | سازنده       | امتیاز |
| ------ | ------------ | ------ |
| ۱      | ویلیامز-فورد | ۵۲     |
| ۲      | برابام-فورد  | ۲۵     |
| ۳      | اروز-فورد    | ۱۰     |
| ۴      | لوتوس-فورد   | ۹      |
| ۵      | لیجیه-ماترا  | ۷      |
| منبع:  |              |        |

یادداشت
- تنها پنج جایگاه نخست از هر رده‌بندی نمایش داده شده است.